# Okrągłe (Złatna)
Okrągłe – przysiółek wsi Złatna w Polsce, położony w województwie śląskim, w powiecie żywieckim, w gminie Ujsoły. 
W latach 1975–1998 przysiółek administracyjnie należał do województwa bielskiego.
Przysiółek położony jest na grzbiecie wzniesienia Okrągła (950 m) stanowiącym zakończenie północno-zachodniego grzbietu Grubej Buczyny